# Jastrzębia Góra (góra)
Jastrzębia Góra – szczyt 611 m n.p.m. położony w paśmie Czarnego Lasu, w Górach Kamiennych.

## Położenie
Wzniesienie wznosi się na południe od Borówna.